# Anne-Marie Berglund
Pour les articles homonymes, voir Berglund.
Anne-Marie Berglund, née le 31 janvier 1952 à Espoo en Finlande et morte le 6 mars 2020 à Stockholm, est une écrivaine suédoise qui a été également actrice porno de 1975 à 1976.

## Biographie
Berglund est né de parents finno-suédois à Espoo, en Finlande, mais a déménagé à Bergslagen, en Suède, à l'âge de quatre ans.

## Prix et récompenses
- prix Dobloug en 2002.

## Œuvres traduites en français
- Entre extase et captivité : la souveraine des coccinelles [« Mellan extas och fångenskap. Nyckelpigornas härskarinna »], trad. de Jacques Macau, Borlänge, Suède, Éditions Jacques Macau, 1977, 38 p. (BNF 36205266)
- Poète de la vie désespérée, trad. de Jacques Macau, Borlänge, Suède, Éditions Jacques Macau, 1977, 39 p. (BNF 36205267)
- À la frontière [« Staden vid gränsen »], trad. de Jean-Baptiste Brunet-Jailly, Aix-en-Provence, France, Éditions Alinéa, coll. « Novella », 1990, 119 p.  (ISBN 2-7401-0004-3)
- Les Momies de la plage [« Strandmumier »], trad. de Jacques Outin, Saint-Nazaire, France, Maison des écrivains étrangers et des traducteurs de Saint-Nazaire, 1996, 56 p.  (ISBN 2-903945-62-4)

## Filmographie
- 1976 : Veckända i Stockholm (sv) [Weekend à Stockholm] : The Girl (également scénariste et réalisatrice)
- 1976 : I Løvens tegn (sv) ([Le Signe du lion], Les Belles Dames du temps jadis) de Werner Hedman : Rosa som ung[3]
- 1981 : L'Éducation anglaise (vidéo) (voix)